# 塞尔尼奥
塞尔尼奥（義大利語：Sernio），是意大利松德里奥省的一个市镇。总面积9平方公里，人口496人，人口密度55.1人/平方公里（2009年）。国家统计（ISTAT）代码为014059。